# For You (chanson d'Iriao)
Pour les articles homonymes, voir For You.
Chansons représentant la Géorgie au Concours Eurovision de la chanson
Keep the Faith
(2017)
For You (« Pour toi », également intitulée Šeni gulistvis en géorgien, შენი გულისთვის en alphabet géorgien) est une chanson interprétée par le groupe géorgien Iriao. Elle est sortie le  28 mars 2018 en téléchargement numérique. 
C'est la chanson qui représente la Géorgie au Concours Eurovision de la chanson 2018 à Lisbonne au Portugal. Elle est intégralement interprétée en géorgien.

## Concours Eurovision de la chanson

### Sélection
La chanson est sélectionnée en interne par le diffuseur GPB et est présentée le 13 mars 2018. C'est la première fois qu'une chanson intégralement en géorgien participe au Concours.

### À Lisbonne
Lors de la deuxième demi-finale, Iriao interprète For You en dixième position, suivant We Got Love de l'Australie et précédant Light Me Up de la Pologne. Elle termine à la 18e et dernière place avec 24 points, ce qui ne lui permet pas de se qualifier en finale.

## Liste des pistes
| 1. | For You | 3:02 |